# René de Goulaine de Laudonnière
Pour les articles homonymes, voir Goulaine.
René  Bourdigalle de Goulaine de Laudonnière, né vers 1510  à l'Audonnière (ou l'Audouinière) , paroisse du Château-d'Olonne près des Sables-d'Olonne et mort en 1574 à Saint-Germain-en-Laye, est un explorateur français huguenot, originaire du Château-d'Olonne, fondateur du bastion de Fort Caroline, à l'époque de la Floride française, près de l'actuelle Jacksonville, en Floride.
René de Laudonnière est issu d'une branche cadette des Goulaine, possédant la terre et seigneurie de Laudonnière, anciennement L'Audouinière en Vieillevigne, paroisse des "Marches avantagères à la Bretagne sur le Poitou".

## Premier voyage
Jean Ribault et René de Goulaine de Laudonnière quittent Le Havre avec 150 hommes à bord de deux vaisseaux du roi le 18 février 1562 et abordent l’Amérique aux confins de la Floride et de la Géorgie actuelles après deux mois de navigation (1er mai). Ils baptisent le pays Caroline en l’honneur de Charles IX de France, établissent un contact pacifique avec les indigènes du « pays de Chicora » (les tribus Potanos, Saturiwas et  Tacatacuru). Ils élèvent un fortin, Charlesfort, au sud de l'actuelle ville de Port Royal en Caroline du Sud. 
René de Goulaine de Laudonnière arpenta la région qui allait s'appeler la Floride française et découvrit un vaste lac, le lac Okeechobee, qu'il nomma Surruque du nom d'un peuple de la Nation Mayacas, lors de son exploration à l'intérieur des terres. 
Leur colonie de la Floride installée, ils rentrent à Dieppe pour demander des renforts (20 juillet). Ils trouvent la France en pleine guerre civile. Ribault préfère attendre en Angleterre que la situation se calme.
La colonie, qui se contente de vivre en rançonnant les indigènes, tombe à court de vivres. Les renforts tardant, des dissensions éclatent. Le commandant de Charlesfort est tué au cours d’une mutinerie. Finalement, les colons quittent la Floride française à bord d’une embarcation de fortune. Ils en sont réduits à manger un de leurs compagnons, Lachère, désigné par le sort. Les survivants sont recueillis par un vaisseau anglais.

## Deuxième voyage

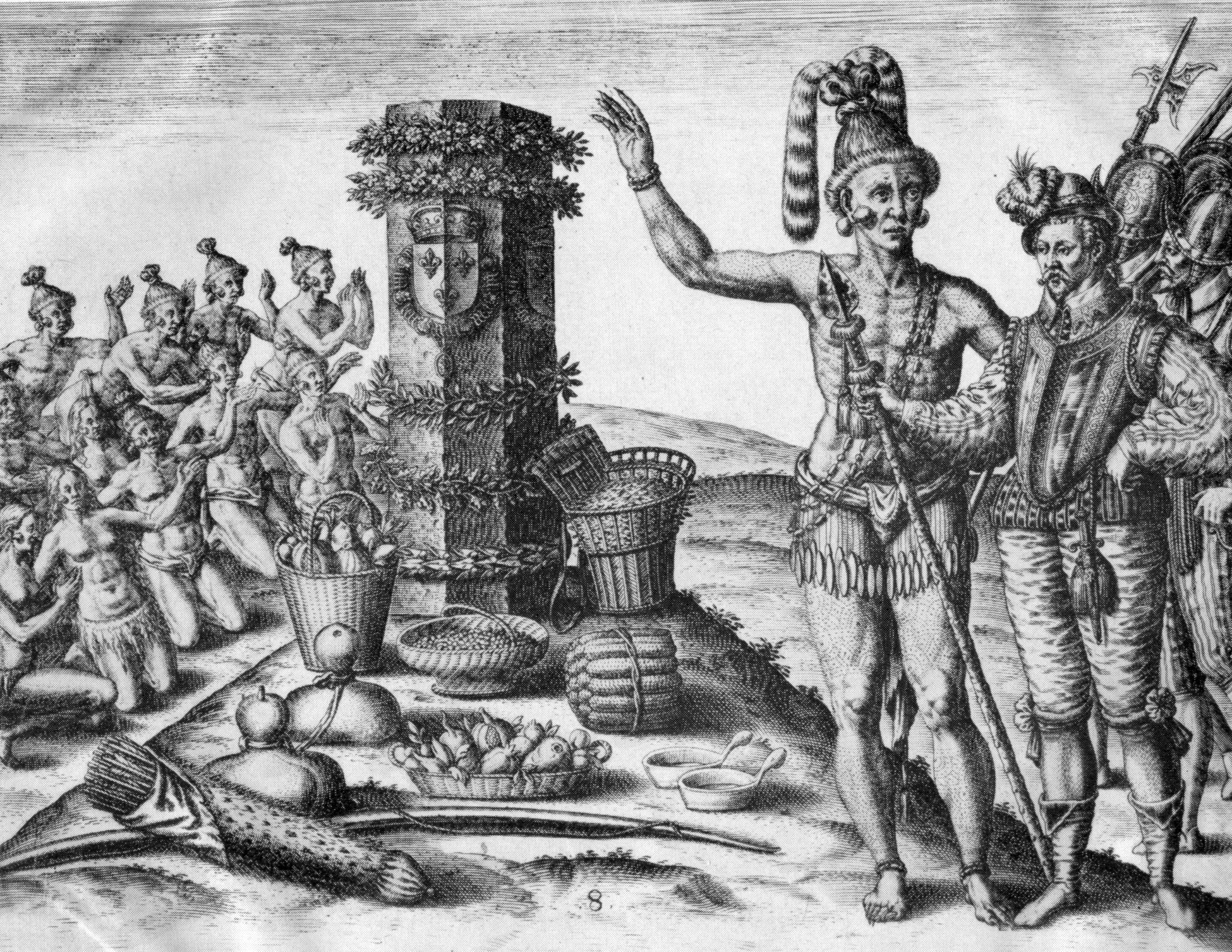
Laudonnière et Athore, le fils du chef des Timucua Saturiwa, devant la colonne placée par Ribault. Gravure de Théodore de Bry d'après Jacques Le Moyne de Morgues.

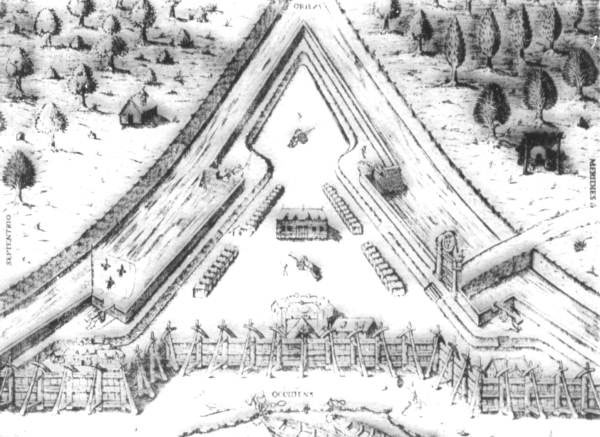
Fort Caroline. Gravure ancienne, (Florida State Archives).

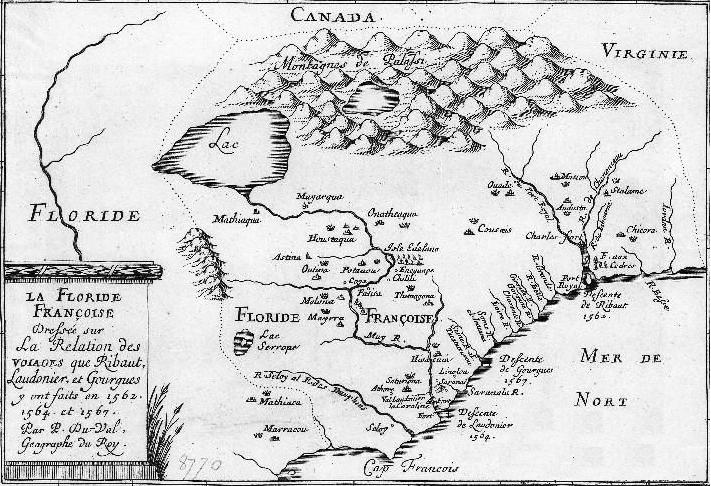
Carte de la Floride française (XVIIe siècle)

Laudonnière organise une seconde expédition en 1564 avec trois bâtiments : L' Élisabeth, Le Faucon et Le Breton, chargés de vivres et de munitions, et emportant de nombreux colons, tous calvinistes.
Il retrouve Charlesfort rasée à la suite du raid du capitaine espagnol de Roja. Laudonnière fait alors construire, 165 milles plus au sud, un ouvrage de plus grandes dimensions, baptisé « la Caroline » (22 juin 1564). Il renvoie en France deux navires sur quatre et décide de rester sur place. Sa gestion est désastreuse : il s’immisce maladroitement dans des querelles de tribus rivales, divisées entre les partisans du roi Saturiwa et de son rival Utina, et ne peut empêcher ses hommes, pour la plupart des gentilshommes récalcitrants au travail manuel, de s’égailler dans la nature à la recherche d’hypothétiques trésors. 
Un vaisseau arrivé de France pour ravitailler la colonie lui permet de se débarrasser des éléments perturbateurs en même temps qu'il accueille des charpentiers capables de renforcer les défenses du fort. Mais ceux-ci débauchent une douzaine de matelots, s’emparent des deux embarcations en rade et partent rançonner les galions espagnols. Laudonnière fait alors construire deux grosses barques, qui tombent aux mains d’une soixantaine de mutins contaminés à leur tour par le virus de la piraterie. Les Espagnols s’en saisissent, tuent la plupart des Français, mais laissent la vie sauve à une poignée d'hommes qui débarquent en Caroline et témoignent du sort réservé aux pirates. Après jugement, Laudonnière fait exécuter la plupart des rescapés.
Ayant échangé leur équipement avec les autochtones contre de la nourriture, les Français de la Caroline, à court d’éléments de troc, se lancent dans la rapine et le meurtre. En réaction, le 27 juillet 1565, les indigènes attaquent la colonie, et les Français ne sont sauvés que par l’intervention de négriers anglais commandés par John Hawkins. Celui-ci propose à Laudonnière de le rapatrier, mais devant son refus, accepte de lui céder un de ses navires et de la nourriture. Après le départ des Anglais, les indigènes se montrant agressifs, Laudonnière fixe le départ de la colonie au 28 août 1565.

## Le retour de Ribault et la fin de la colonie
En France, Gaspard II de Coligny envoie Jean Ribault pour remplacer Laudonnière en Floride. Il embarque dans six navires plus de six cents marins, soldats, artisans et paysans (Dieppe, 22 mai 1565). Il touche l’Amérique le 14 août, mais Jean Ribault est surpris, à l'embouchure de la rivière May, par une escadre espagnole de six vaisseaux de Pedro Menéndez de Avilés, envoyé par Philippe II d'Espagne pour chasser les huguenots français, qui l'attaque vivement, et à laquelle il n'échappe qu'en entrant dans la rivière. Ribault met ses hommes à terre, les retranche avec soin, va chercher les meilleurs troupes de Landonnière, qu'il laisse dans le fort Caroline avec tous les individus hors d'état de porter les armes, et se rembarque pour aller chercher l'ennemi. Le 4 septembre, les vaisseaux espagnols s’infiltrent entre les vaisseaux français, qui, dégarnis de leurs hommes, lèvent l’ancre et s’éclipsent dans la nuit. Les Espagnols tentent de les poursuivre, puis vont édifier un fort à l’embouchure du rio San Augustin. L’escadre française regagne la Caroline (6 septembre) et informe Ribault, qui décide d’attaquer le fort espagnol. Le 10 septembre, pris dans la tempête, il fait naufrage. Menédez ignore les 500 survivants désarmés, marche vers la Caroline, la prend et en massacre la garnison ; malades, femmes et enfants qui étaient restés dans le fort subissent le même sort (12 septembre). Laudonnière, le peintre Jacques Le Moyne de Morgues, le charpentier Nicolas Le Chailleux et quelques civils réussissent à s’échapper par mer. Jean Ribaut et ses compagnons sont faits prisonniers (24 septembre) puis massacrés « non comme Français, mais comme Luthérien ».
Seuls Laudonnière et quelques-uns des siens parviennent à trouver les moyens de retourner en France. Avec la capitulation sans condition de la garnison huguenote – passée également au fil de l’épée dans sa totalité sur ordre de l’Espagnol Pedro Menéndez de Avilés – qui s’ensuit, la tentative de colonisation huguenote de l’Amérique s’achève dans un bain de sang.
Rentré en France probablement en décembre 1565 par Bristol et Londres, Laudonnière s'installe à La Rochelle comme négociant. Il échappe à la Saint-Barthélemy et meurt à Saint-Germain-en-Laye en 1574. Ses mémoires, L'Histoire notable de la Floride, contenant les trois voyages faits en icelles par des capitaines et pilotes français, sont publiés en 1586.